# Lothar Wolleh
Lothar Wolleh (Berlín, 20 de enero de 1930-Londres, 28 de septiembre de 1979) fue un fotógrafo alemán.
A lo largo de su carrera profesional fotografió a personalidades de la talla de Georg Baselitz, Joseph Beuys, Dieter Roth, Jean Tinguely, René Magritte, Henry Moore, Günther Uecker y Gerhard Richter.

## Vida
El primero de los cuatro hijos que tuvo una obrera soltera, sufrió la fuerte campaña de bombardeos aliados sobre Berlín y la muerte de familiares en ellos. De diciembre de 1947 hasta octubre de 1949 vivió en un campamento en Bad Villvel administrado por el ejército estadounidense para jóvenes desarraigados. Unos meses después de su regreso a Berlín en julio de 1950, fue arrestado por las fuerzas de ocupación rusas en la Alemania Oriental, acusado de supuesto espionaje y condenado a quince años de trabajos forzados. Tras ser enviado a un campo de trabajo en Siberia, donde pasó seis años, finalmente consiguió la libertad gracias a un programa de intercambio de presos de guerra. La tortura tras su arresto, la larga y dura detención y las condiciones del trabajo en la minería del carbón, le dejaron secuelas físicas y trastorno postraumático.
Tras su regreso del exilio, de 1956 a 1957 reanudó su educación en la Lette-Verein, una escuela de fotografía, diseño y moda en Berlín. Desde 1962 hasta su muerte residió en Düsseldorf, donde trabajó como fotógrafo independiente. Inicialmente, trabajó principalmente en publicidad, pero luego se centró en el trabajo artístico. En 1964 se casó con su esposa Karin, con quien tuvo dos hijos, Oliver (1965) y Anouchka (1966).
En 1965, aprovechó su estancia en Roma para documentar fotográficamente el Concilio Vaticano II.
Posteriormente centró su actividad, por consejo de su amigo, el pintor Günther Uecker, en retratar a numerosas personalidades del panorama artístico. Falleció en Londres por un ataque de asma, poco después de haber fotografiado a Henry Moore.

## Galería

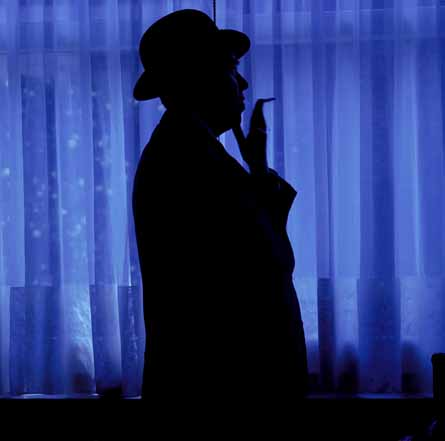
René Magritte
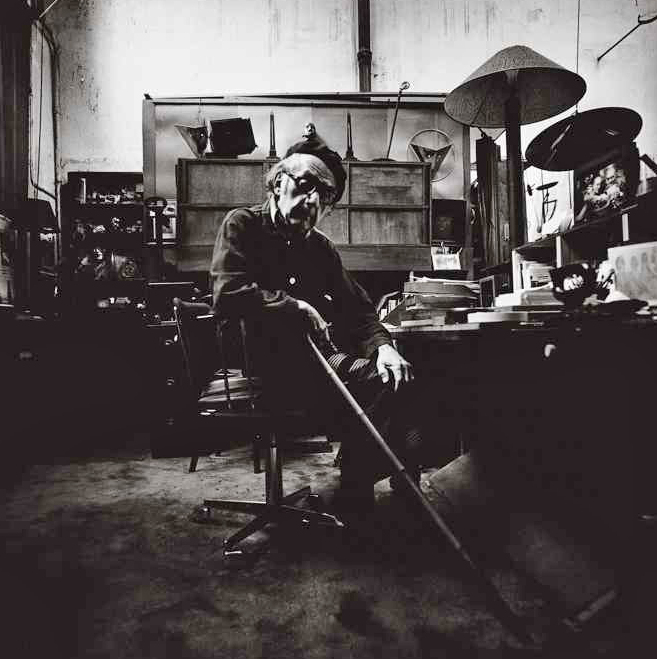
Man Ray
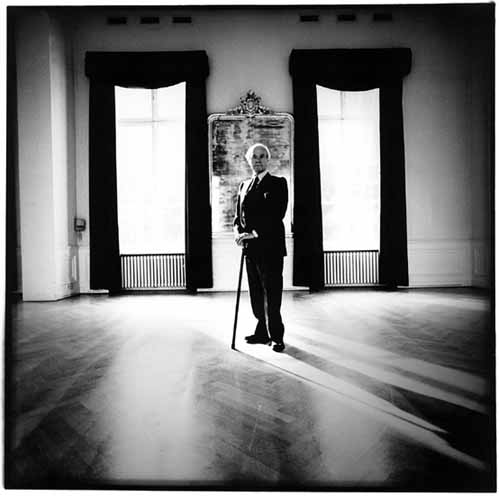
Henry Moore
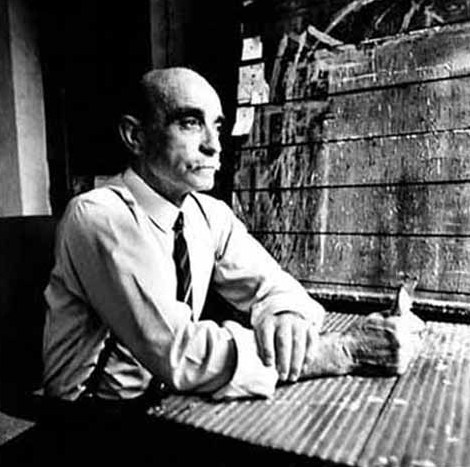
Lucio Fontana
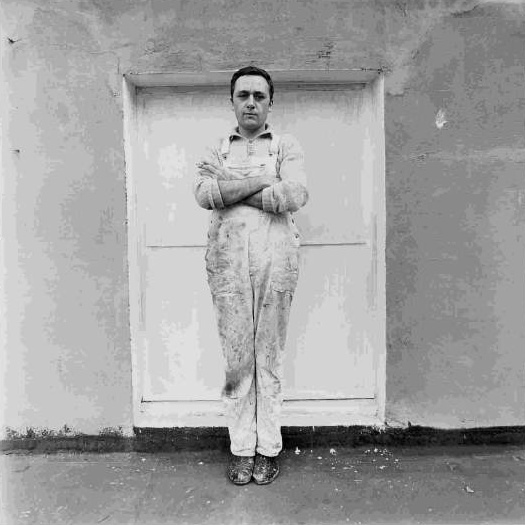
Gerhard Richter
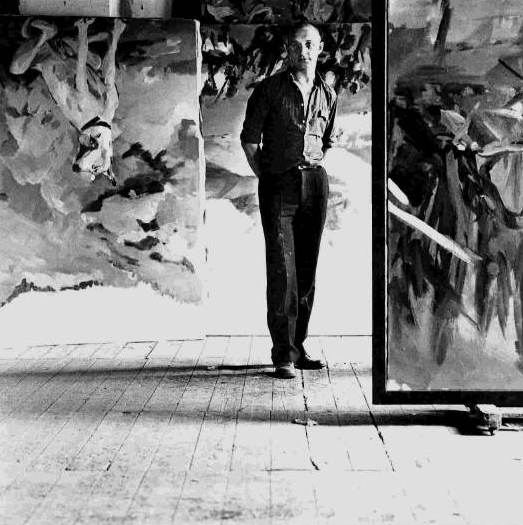
Georg Baselitz
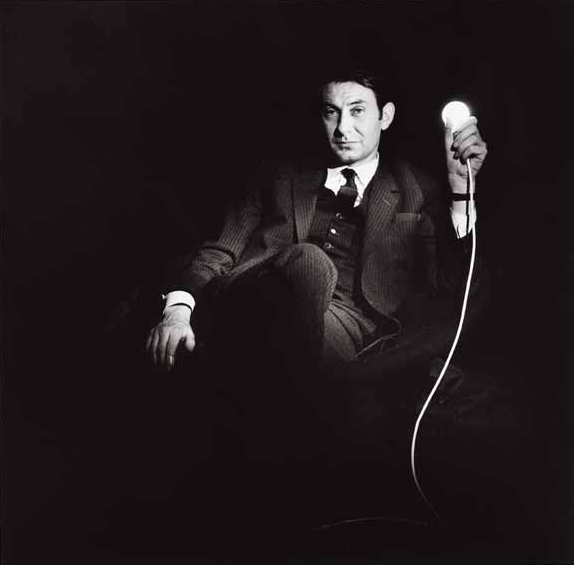
Otto Piene
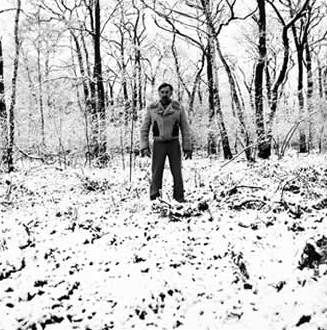
Herbert Zangs
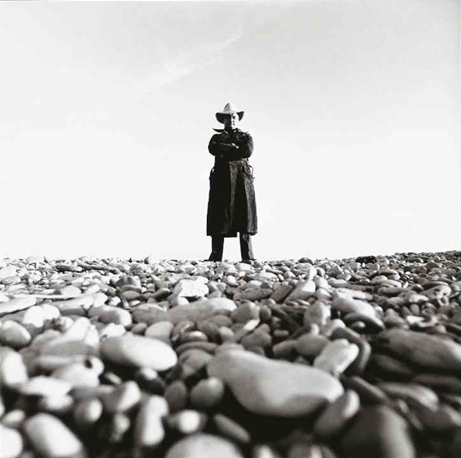
Armand Pierre Fernandez
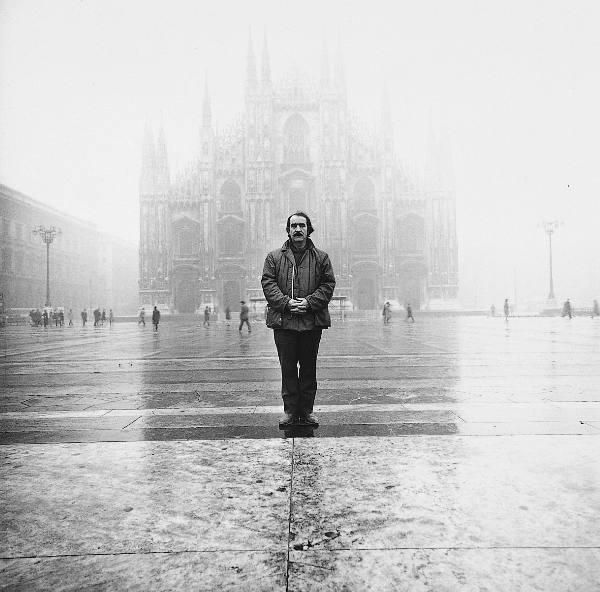
Jean Tinguely
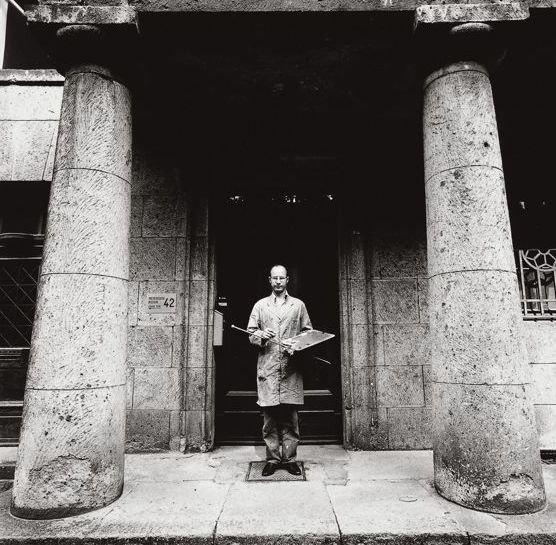
Konrad Klapheck
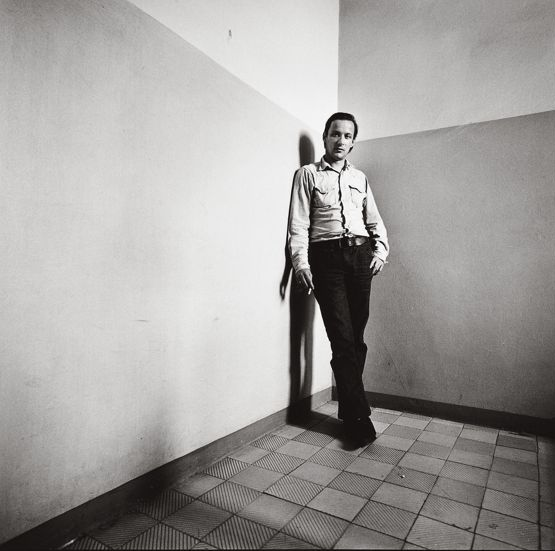
Blinky Palermo
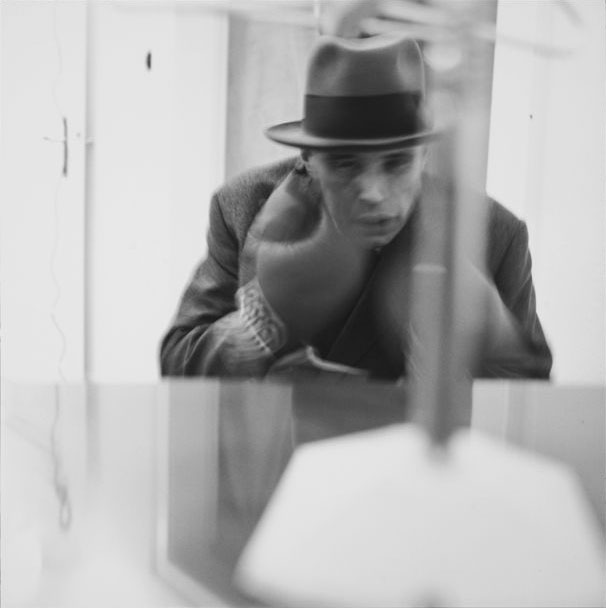
Joseph Beuys
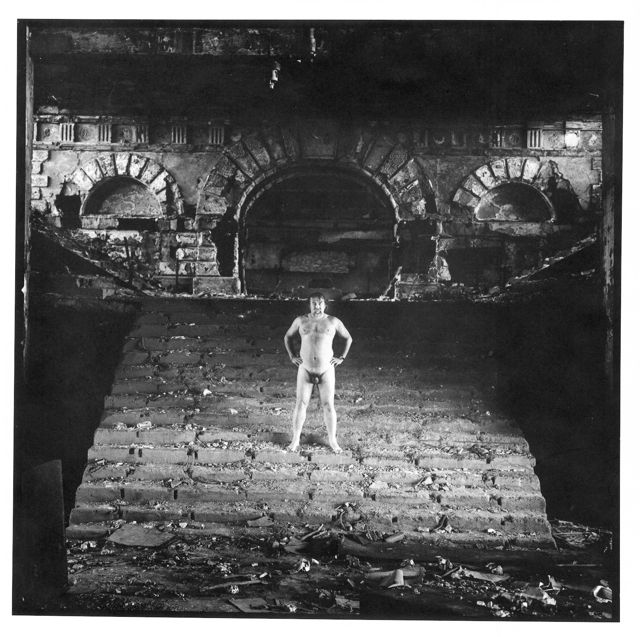
Edward Kienholz
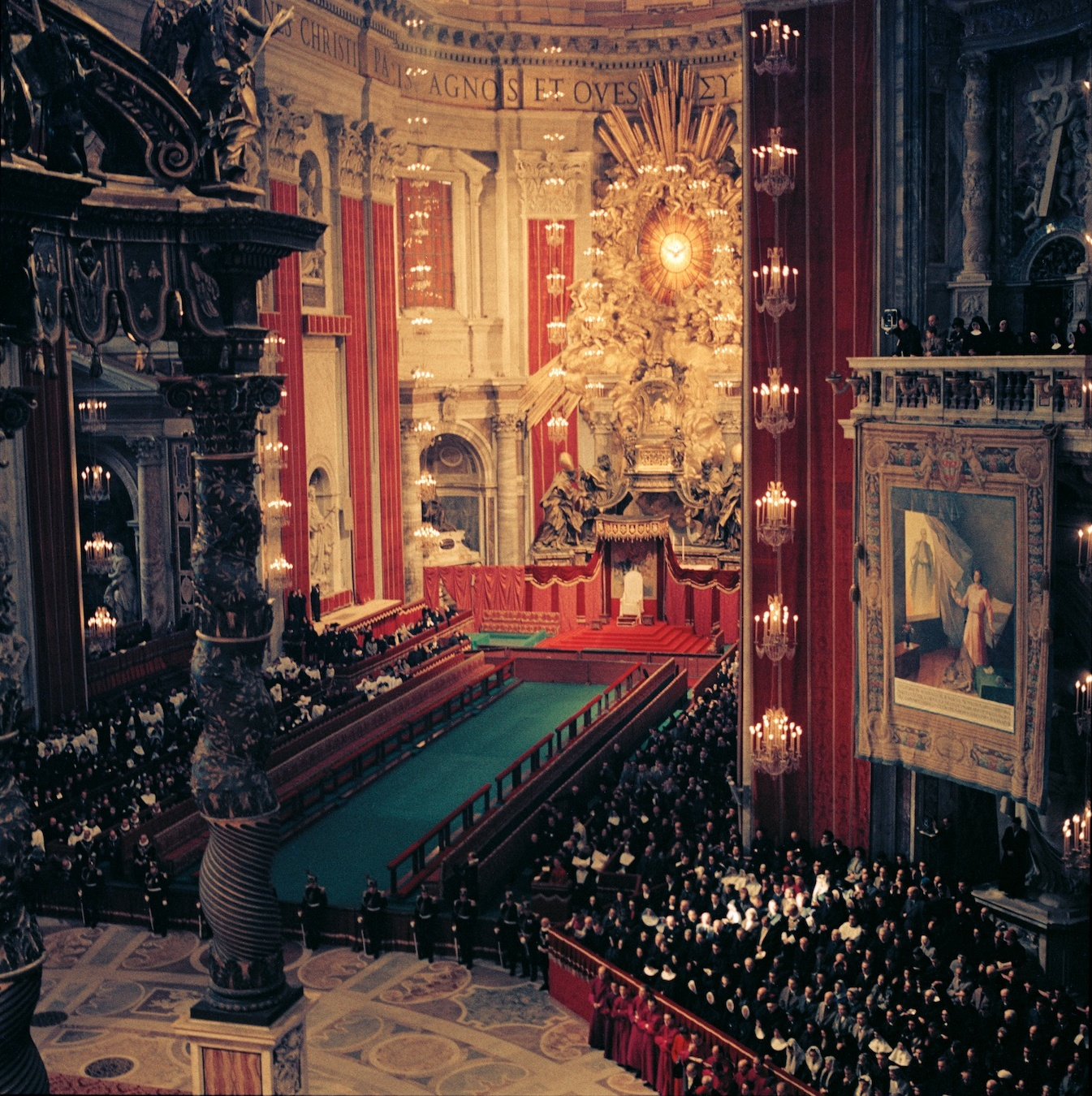
Concilio Vaticano II
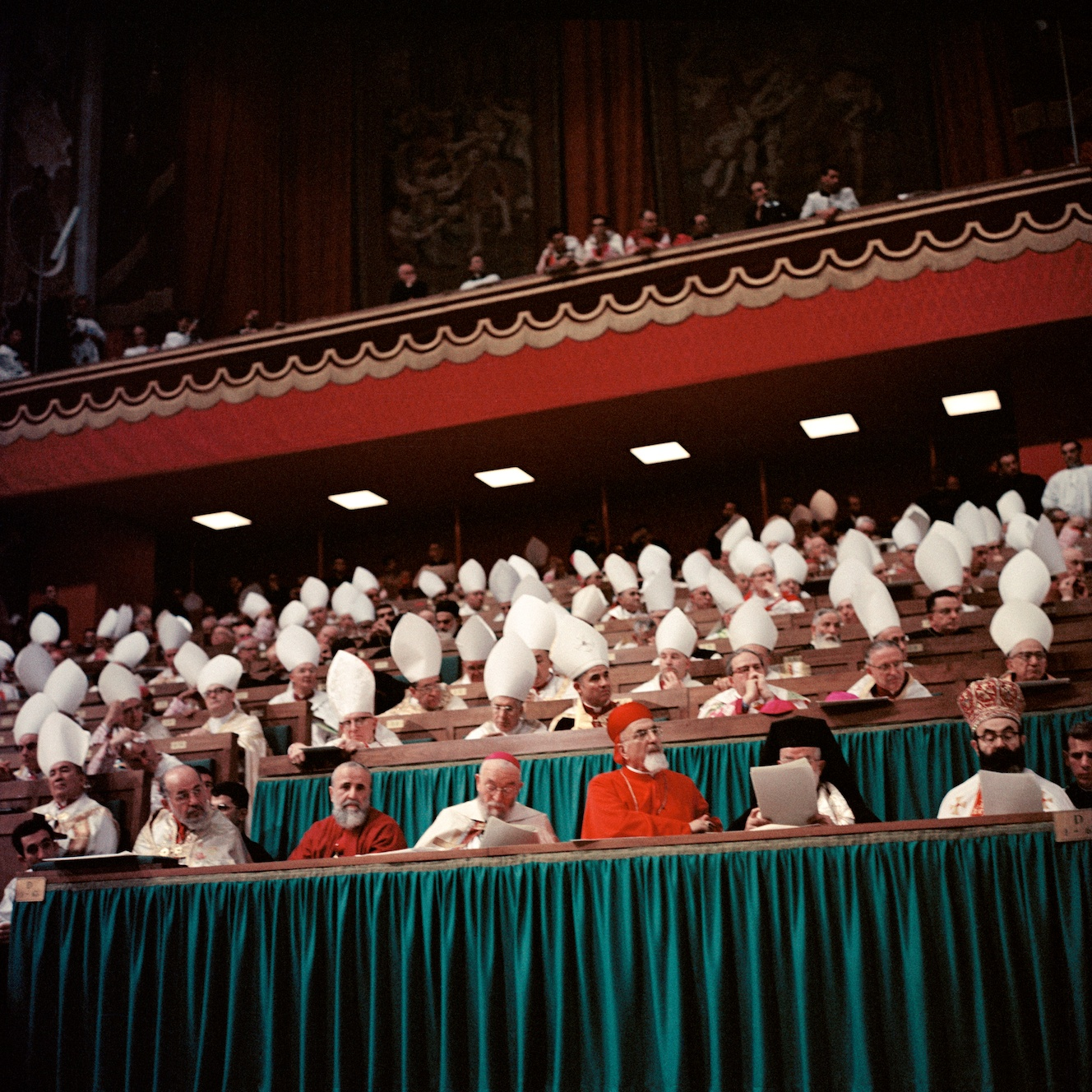
Concilio Vaticano II
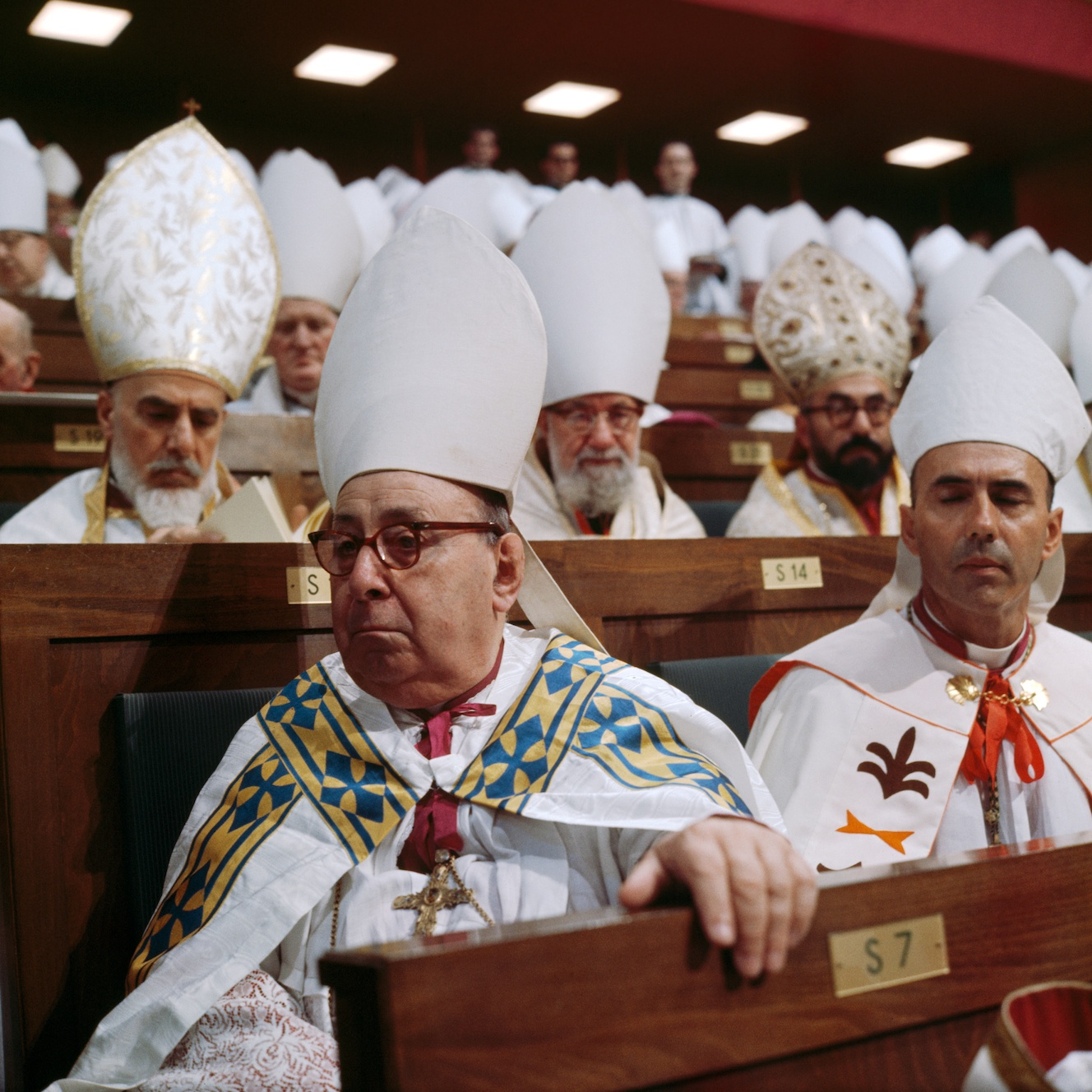
Concilio Vaticano II
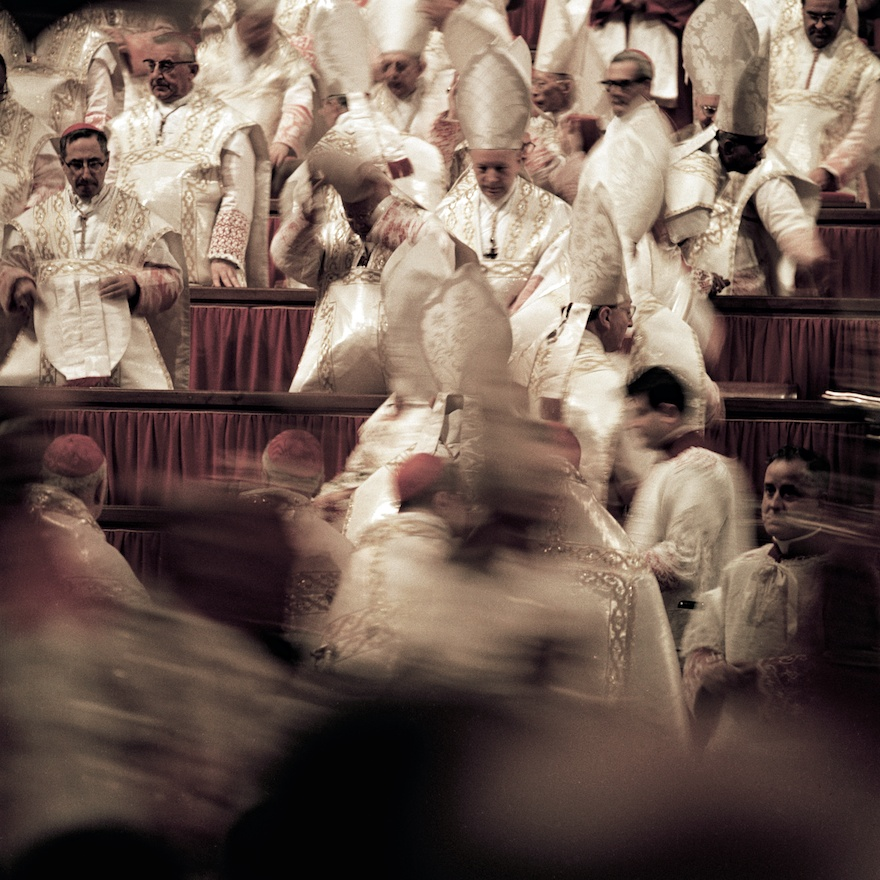
Concilio Vaticano II
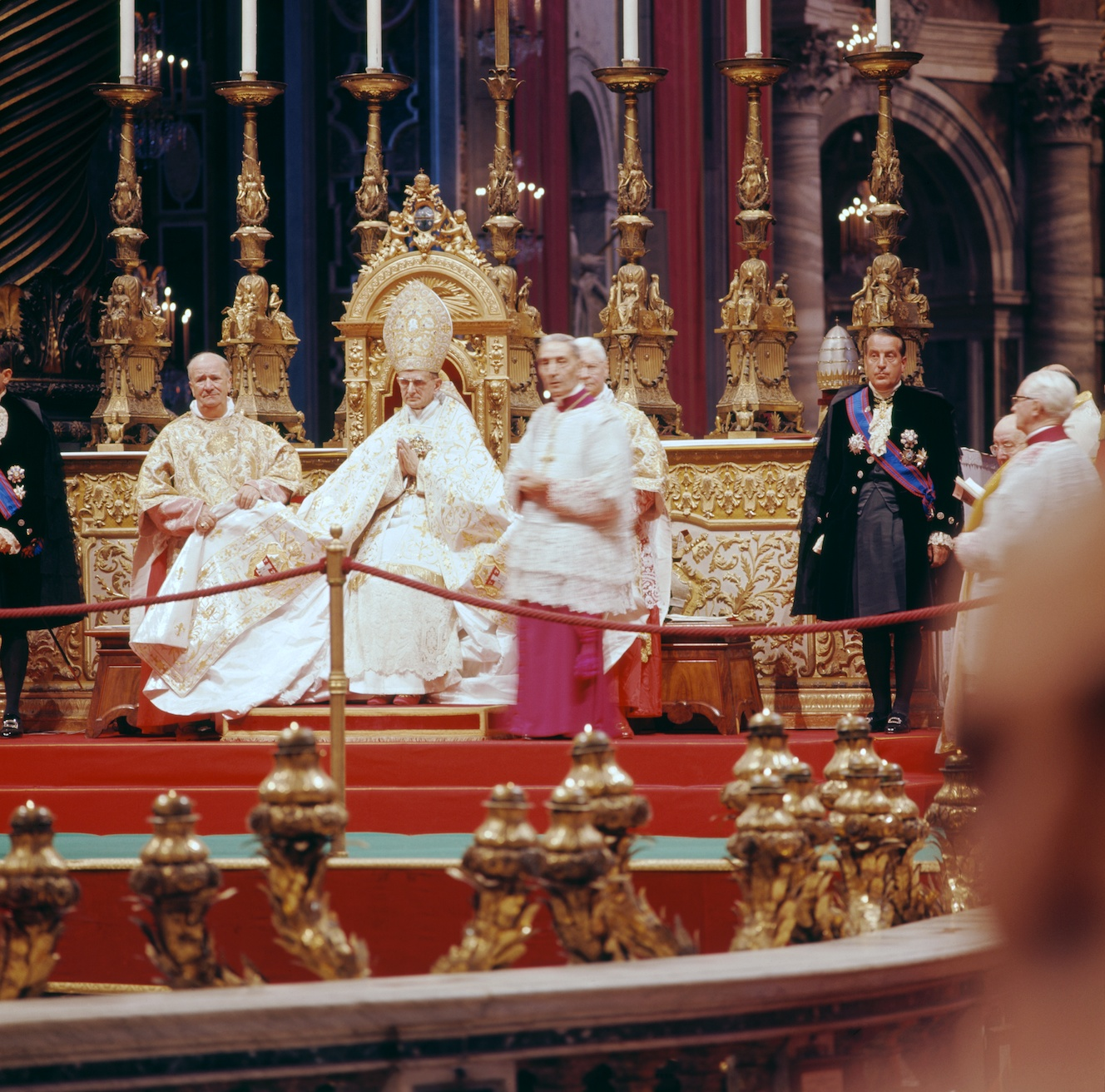
Pablo VI
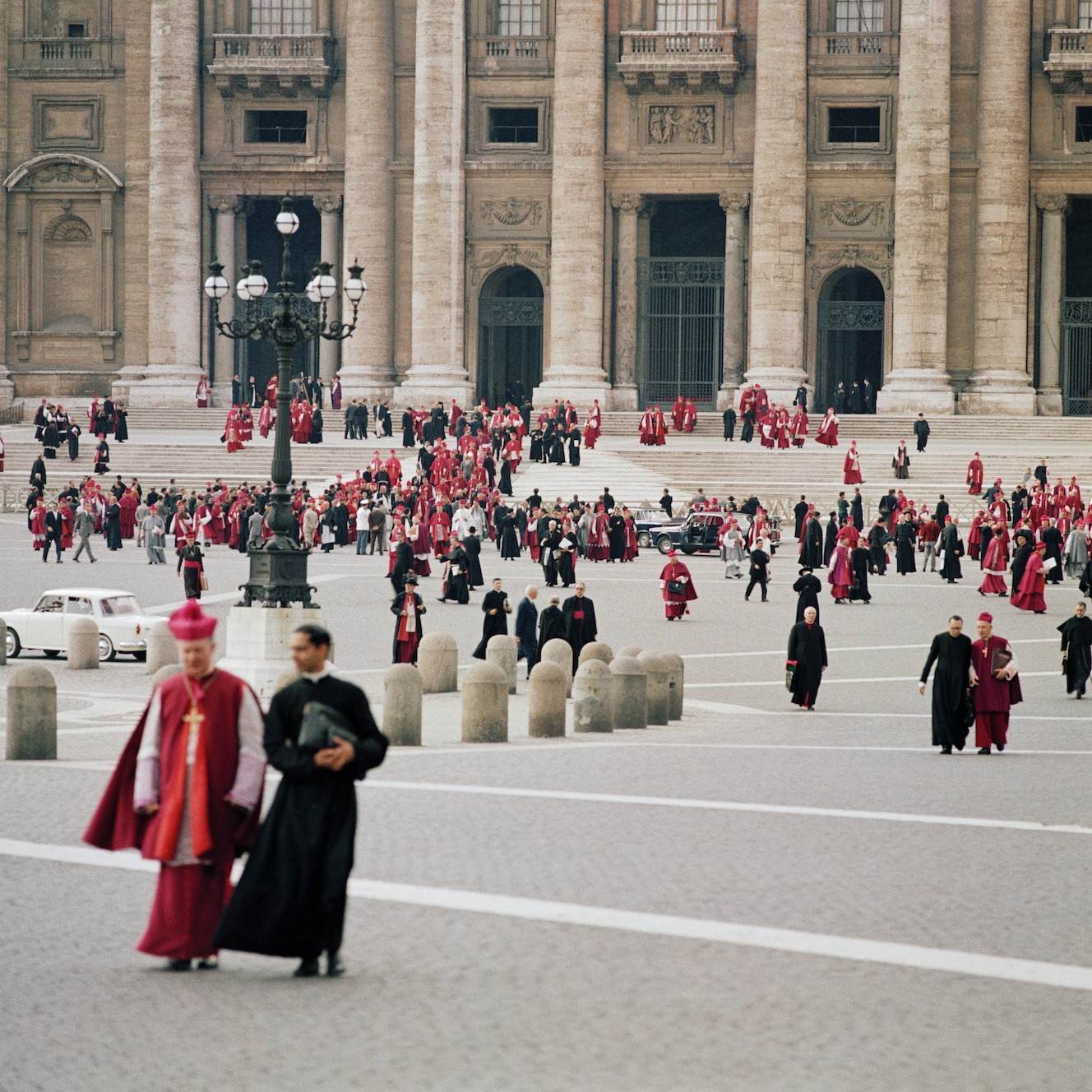
Concilio Vaticano II
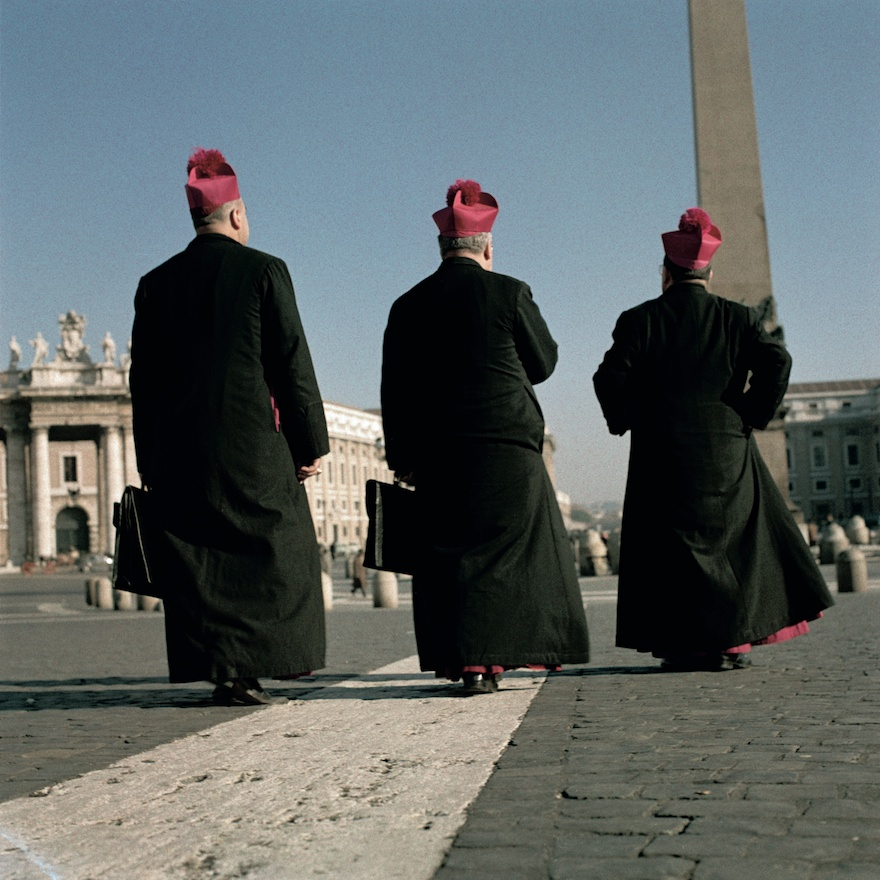
Concilio Vaticano II

## Exposiciones
- 1962: Otto Steinert und Schüler. Fotografische Ausstellung, Gruppenausstellung in der Göppinger Galerie, Frankfurt am Main
- 1964: Farbige Fotografie. Bilder aus dem Vatikan, Einzelausstellung: Schatzkammer des Essener Münsters. Die Ausstellung wurde vom Essener Bischof Hengsbach (am 21. März 1964) eröffnet
- 1965: Zyklus von Farbfotos zum römischen Konzil, Einzelausstellung in der Galerie Valentin, Stuttgart

posthum
- 1979: Lothar Wolleh (NIEMCY). Portrety Artystów, Einzelausstellung im Muzeum Sztuki w Łodzi, Polen
- 1980: Lothar Wolleh: Künstlerbildnisse. Kunstobjekte, Photographien, Einzelausstellung der Künstlerporträts in der Städtischen Kunsthalle Düsseldorf
- 1986: Lothar Wolleh – Das Foto als Kunststück, Einzelausstellung der Lippischen Gesellschaft für Kunst e. V. im Detmolder Schloss
- 1995: Lothar Wolleh 1930–1979: Künstlerbildnisse – Kunstobjekte, Photographien, Kunstmuseum Ahlen
- 2005–2007: Lothar Wolleh. Eine Wiederentdeckung: Fotografien 1959 bis 1979, Kunsthalle Bremen, Ludwig Museum Koblenz, Kunst-Museum Ahlen, Stadtmuseum Hofheim am Taunus
- 2006: Joseph Beuys in Aktion. Heilkräfte der Kunst, Gruppenausstellung: museum kunst palast, Düsseldorf
- 2008: Fotos schreiben Kunstgeschichte, Gruppenausstellung: museum kunst palast, Düsseldorf
- 2008: Unsterblich! Das Foto des Künstlers, Staatliche Museen zu Berlin, Kunstbibliothek
- 2008: Lothar Wolleh: Künstlerportraits, Galerie f5,6, München
- 2009: Lothar Wolleh: Portraits d'artistes, Goethe-Institut Paris
- 2012: Lothar Wolleh: Joseph Beuys im Moderna Museet, Stockholm, Januar 1971, Hamburger Bahnhof – Museum für Gegenwart, Berlin
- 2012: Das Konzil – Fotografien von Lothar Wolleh, Berlin, Bonifatiushaus Fulda
- 2013: Lothar Wolleh (1930–1979) : Das Zweite Vatikanische Konzil im Bild : Fotografien, Franz Hitze Haus, Münster
- 2014: Lothar Wolleh Künstlerportraits der sechziger und siebziger Jahre, Kunstmuseum Magdeburg
- 2015: Lothar Wolleh – Die ZERO–Künstler, Galerie Pavlov’s Dog, Berlin
- 2015: Lothar Wolleh - Vaticanum II, Galerie f5,6, München
- * 2017: ''Lothar Wolleh - Portraits international bekannter Künstler'', Galerie Ruth Leuchter, Düsseldorf
- * 2018: „Lothar Wolleh – Bernd Jansen Künstlerportraits“, Hermann Harry Schmitz Institut, Düsseldorf
- * 2019: „Lothar Wolleh Raum 1 - Menschen, Farben, Licht“, Lothar Wolleh Raum, Berlin
- * 2020: „Subjekt und Objekt. Foto Rhein Ruhr“, Kunsthalle Düsseldorf  * 2020: „Lothar Wolleh Raum 2 - Jenseits der Gegenständlichkeit“, Lothar Wolleh Raum, Berlin
- *2020: „The Sky as a Studio. Yves Klein and his Contemporaries“, Centre Pompidou-Metz
- * 2020: „Lothar Wolleh Raum 3 - Atmosphären der Phantasie“, Lothar Wolleh Raum, Berlin
- * 2020: „TRUTH/REALITY“, Coppejans Gallery, Antwerpen
- * 2021: „Joseph Beuys. Der Raumkurator, mit Arbeiten von Lothar Wolleh, Staatsgalerie, Stuttgart
- * 2021: „Der Erfinder der Elektrizität. Joseph Beuys und der Christusimpuls. Mit einer Dokumentation von Lothar Wolleh, St. Matthäus-Kirche, Berlin
- * 2021: „"Wer nicht denken will fliegt raus.", Coppejans Gallery, Antwerpen
- * 2021: „Lothar Wolleh: Intuition! Interaction!“, Museum für Zeitgenössische Kunst Antwerpen (M HKA)
- * 2021: „Sankt Peter in Sankt Peter - Die Rombilder von Lothar Wolleh, Kunst-Station Sankt Peter, Köln
- * 2021: „Joseph Beuys – Lothar Wolleh: das Unterwasserbuch-Projekt“, Lothar Wolleh Raum, Berlin
- * 2021: „Westblick – Ostblick | Künstlerporträts von Lothar Wolleh und Lenke Szilágyi, Collegium Hungaricum, Berlin
- * 2021: „Kriwet – ein Dichter aus Düsseldorf, Heinrich-Heine-Institut, Düsseldorf
- * 2021: „NOTHINGTOSEENESS void/white/silence“, Akademie der Künste, Berlin
- * 2021: „Beat the System!“, Ludwig Forum Aachen
- * 2021: „Beuys & Duchamp Artists of the Future”, Kaiser Wilhelm Museum, Krefeld
- * 2021: „Lothar Wolleh: Joseph Beuys - Vom Moderna Museet zum Unterwasserbuch-Projekt“, Goethe-Institut, Stockholm
- * 2021: „Warum denn in die Ferne ..." oder "In 18 Büchern um die Welt", Esslinger Kunstverein e.V.
- * 2021: „Joseph Beuys: Antecedent, Coincidences and Influences”, Museo de Arte Contemporáneo Helga de Alvear, Cáceres
- * 2022: „Lothar Wolleh Raum 5 - Im Focus Günther Uecker“, Lothar Wolleh Raum, Berlin